# Fernsehturm Kairo
Der Fernsehturm Kairo (arabisch برج القاهرة Burdsch al-Qāhira, ägyptisch-arabisch Burg el-Qāhira) ist ein 187 Meter hoher Fernsehturm in Massivbauweise, der in seiner Bauweise an Lotosblumen erinnert. Der Fernsehturm Kairo wurde 1961 von 500 Arbeitern auf der Nilinsel Gezira fertiggestellt und besitzt auf drei Ebenen eine für den Publikumsverkehr geöffnete Aussichtsplattform, ein Café und ein drehbares Restaurant. Der Durchmesser des Turmschafts beträgt 14 Meter. Die Besonderheit des Fernsehturm Kairo ist, dass er aus reinem Beton ohne Stahlskelett besteht und damit das höchste Bauwerk ist, welches aus reinem Beton besteht.